# Aplotarsus incanus
Aplotarsus incanus är en skalbaggsart som först beskrevs av Leonard Gyllenhaal 1827.  Aplotarsus incanus ingår i släktet Aplotarsus, och familjen knäppare. Arten är reproducerande i Sverige.

## Bildgalleri

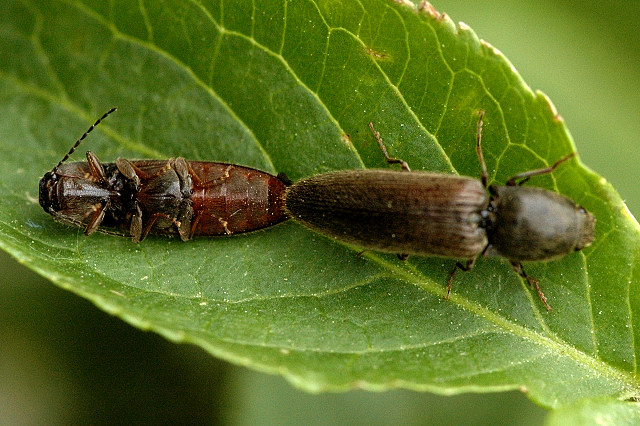
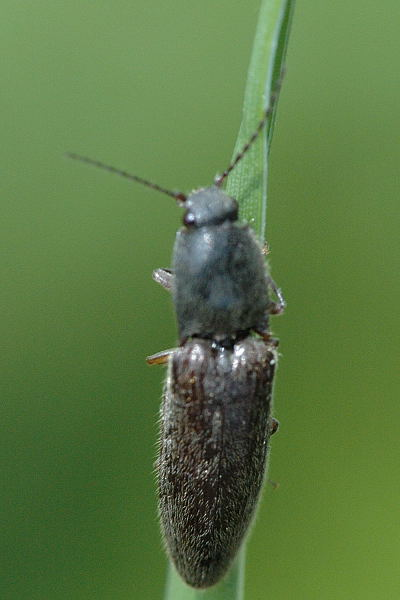